# Комиссаровка (Омская область)
Комиссаровка — упразднённая деревня в Называевском районе Омской области. Входила в состав Мангутского сельского поселения. Исключена из учётных данных в 2008 г.

## География
Располагалась в 8 км к северо-западу от деревни Стрункино.

## История
Деревня возникла как немецкое село. В 1937 году в ней проживало 73 немцев и австрийцев, в основном это были бывшие военнопленные времен Первой мировой войны. В 1941 году в селе были поселены ещё 200 лиц немецкой национальности депортированных из АССР Немцев Поволжья. Деревня являлась второй фермой совхоза «Стрункинский».

## Население
По переписи 1989 г. в деревне проживало 134 человека, из которых немцы составляли 46 % населения, русские — 43 %.
Согласно результатам переписи 2002 года в деревне проживало 25 человек, в том числе русские — 52 %, казахи — 44 %.